# Villanueva de la Fuente
Villanueva de la Fuente – gmina w Hiszpanii, w prowincji Ciudad Real, w Kastylii-La Mancha, o powierzchni 129,1 km². W 2011 roku gmina liczyła 2430 mieszkańców.